# Eiler Christopher Ahlefeldt
Eiler Christopher Ahlefeldt (18. maj 1736 – 9. maj 1806 i Altona) var en dansk amtmand.
Han var søn af Christian Frederik Ahlefeldt til Nordskov (d. 1749) og Regitse Sophie Afhlefeldt (født Güldencrone). Han blev hofjunker i 1755, kammerjunker hos prinsesse Sophie Magdalene i 1758, auskultant i Kammerkollegiet i 1760, kammerherre i 1767, samt amtmand over Kalundborg, Dragsholm, Sæbygård og Holbæk Amter i 1768. To år efter, i 1770, blev han dog afskediget, og tog derefter til Frankrig, hvor han konverterede til katolicismen og blev abbed og kannik i Soissons. Den franske revolution tvang ham dog til endnu engang at emigrere, denne gang til Altona, hvor han døde 9. maj 1806.
| Efterfulgte: Joachim Hartwig Johann von Barner | Amtmand over Kalundborg Amt 1768 - 1770 | Efterfulgtes af: Carl Adolph Rantzau |
| Efterfulgte: Joachim Hartwig Johann von Barner | Amtmand over Dragsholm Amt 1768 - 1770  | Efterfulgtes af: Carl Adolph Rantzau |
| Efterfulgte: Joachim Hartwig Johann von Barner | Amtmand over Sæbygård Amt 1768 - 1770   | Efterfulgtes af: Carl Adolph Rantzau |
| Efterfulgte: Joachim Hartwig Johann von Barner | Amtmand over Holbæk Amt 1768 - 1770     | Efterfulgtes af: Carl Adolph Rantzau |